# Atachia
Atachia é um gênero de traça pertencente à família Agonoxenidae.